# Rafael de Jesus
Rafael de Jesus (Guimarães, 1614 - Lisboa, 23 de Dezembro de 1693)  monge beneditino, foi cronista-mor do reino por alvará de 11 de Novembro de 1681. 
Publicou a sétima parte da Monarchia Lusitana sobre o reinado de  D. Afonso IV.

## Obras
Frei Rafael de Jesus é especialmente conhecido por ter prosseguido a compilação da Monarchia Lusitana iniciada por Bernardo de Brito, e prosseguida por António Brandão e Francisco Brandão, cronistas-mores que o antecederam na publicação das seis partes anteriores. A oitava parte seria continuada por Frei Manuel dos Santos.
- Monarquia Lusitana - Sétima Parte (1683) - "contém a vida de el rei D. Afonso o Quarto por excelência o Bravo"